# 細渕太麻紀
細渕 太麻紀（ほそぶち たまき、1971年 - ）は日本のアートディレクター、アートコーディネーター。
埼玉県川越市出身。神奈川県横浜市在住。

## 経歴
1993年、写真家細江英公主宰の写真教室【CORPUS】第5期に参加。同期の佐々木六介（現・画家）、菊地美紀、西岡浩記、笠井爾示、大井慶子、2期の谷口雅彦（途中加入）と写真集団CUM-ADMIXを結成。実験的な展示を数回開催、翌年、解散。
1994年、多摩美術大学美術学部デザイン科グラフィックデザイン専攻を卒業。
1996年よりPHスタジオにて「都市に棲む」をテーマに美術と建築の分野で活動。国内外での展覧会や野外でのプロジェクトなどに多数参加。
2004年よりBankART1929の立ち上げから企画運営全般にかかわり、以降アートコーディネートを中心に活動。
2022年3月、BankART1929代表の池田修（いけだおさむ）氏が亡くなり、その跡を継ぐ形で、現副理事長である細淵太麻紀が代表代行となる。